# Leptocerus cheesmanae
Leptocerus cheesmanae là một loài Trichoptera trong họ Leptoceridae. Chúng phân bố ở miền Australasia.